# Warday
Els warday són un clan part del grup de clans dir del sud de Somàlia i l'est de Kenya que es caracteritzen per tenir un rei. El primer rei fou Boqor Waamo a finals del segle xix. El cinquè rei, Boqor Mohamed, dirigia el clan un segle després. Boqor significa ‘sobirà’, en somali.